# Podwole
Podwole – wieś w Polsce, położona w województwie świętokrzyskim, w powiecie kieleckim, w gminie Morawica.
W latach 1975–1998 miejscowość administracyjnie należała do województwa kieleckiego.